# Canarium fuscocalycinum
Canarium fuscocalycinum là một loài thực vật có hoa trong họ Burseraceae. Loài này được Stapf ex Ridl. mô tả khoa học đầu tiên năm 1930.